# 王手
王手（おうて）とは、チャトランガ系統のボードゲームにおける指し手（駒の動き）の一種である。ルール上、取られてはならないと定められている相手の最重要駒（玉将・キングなど）に対して、自分の駒を利かせる指し手のことをいう。チェスの場合はチェック (英語: check) と呼ばれている。
転じて、スポーツなどであと一点とれば自分もしくは自チームが勝利できる状態を表すのにも用いられている。本稿では、主に将棋とチェスにおける「王手」について解説する。

## 総則
王手（チェック）は、相手の最重要駒に迫る手である。自分の駒を動かす事（将棋の場合は相手から取った持ち駒を打つ事も含める）により、敵玉（相手のキング）に自分の駒の働きを利かせる手を指す。「次の手で玉将（やキング）を取る」という脅迫の意味があり、その脅迫を受けた側は「王手された」「王手がかかった」状態となる。
王手（チェック）は強制手であり、された側は直後の手番でその状態から絶対に抜け出さなければならず、いかなる場合でも無視や放置は許されない。そして王手（チェック）をされた側がどのような指し手を用いても回避できない場合は詰み（チェスでは「チェックメイト」）となり、回避できなくなった対局者の負けとなる。よく勘違いされるが、王手をした・された瞬間に勝敗がつくわけではない。
なお、自玉（自分のキング）が相手の駒の利き、すなわち自ら王手（チェック）されるような手は指すことができない。したがって理論上、自玉で敵玉（相手のキング）を王手（チェック）することはできず、敵玉（相手のキング）の隣に自玉（自分のキング）は置けないということになる。

## 将棋の王手

### 王手の解消方法
| 9 | 8 | 7 | 6  | 5 | 4 | 3  | 2 | 1 |    |
|   |   |   |    |   |   |    |   |   | 一 |
|   |   |   | 飛 |   |   |    |   |   | 二 |
|   |   |   |    |   |   |    |   |   | 三 |
|   |   |   |    |   |   |    |   |   | 四 |
|   |   |   |    |   |   | 角 |   |   | 五 |
|   |   |   |    |   |   |    |   |   | 六 |
|   |   |   |    |   |   |    |   |   | 七 |
|   |   |   |    |   |   |    |   |   | 八 |
|   |   |   | 玉 |   |   |    |   |   | 九 |

王手をかけられた側は、以下の3種類からいずれかの対処を行い、１手でその状態を解消しなければならない。
王将を逃がす
相手の駒の利きのないマスへ玉を移動させること。図1では、玉を7九、7八、5九、5八のいずれかに動かすことで逃れることができる。
合駒をする
相手の走り駒（飛車、角行、香車、龍王、龍馬）によって1マス以上離れた場所から王手された場合に、その駒の利きを遮る位置に自分の駒を配置すること。図1では▲6八歩（持ち駒による合駒）や▲6八角（移動合い）などが該当する。
王手している駒を取る
最も効果的な手であることが多く、よく使用される対処法。図1では▲6二同角成が該当する。
王手をされたうえで、上記のいずれの対処も不可能な場合は王手放置による反則ないし「詰み」による負けとなる。
詰みに至る展開を回避できないと判断した相手が投了するか、遅くとも詰みが発生することで対局は終了となる。

### 王手の発声
指導対局や縁台将棋、初心者同士の対局などでは、王手をかけた側が慣習的に口頭でも「王手」と言う場合がある。ただしあくまで慣習にすぎず、「王手」と発声しなければならないという規定はない。

### 王手に関する反則
王手に直接関わる反則としては、王手放置や自玉を相手駒の利きにさらす手、打ち歩詰め、連続王手の千日手がある（→ 詳細は将棋#反則行為を参照）。将棋においてこれらの非合法手を指した場合、いずれも即座に負けとなる。

### 王手に関する戦略的な事項
- 特に終盤で一手を争う展開となった場合には、攻めを継続させることが重要になる場合も多い。王手は強制手であり、絶対的先手となるので、王手をかけ続ける限りは、（逆王手をされない限り）自らが攻め続けることができる。敵玉を即詰みに討ち取ることができる場合がある他、場合によっては、後述の「王手○取り」で駒得を奪ったり、王手をかけながら自玉の詰めろ（場合によっては「部分的には必至に見える状態」）を解消したりできる。そのため、駒損をしても王手が重視される場合もある。
- その反面、終盤において、敵玉が即詰みではない場合、安易に王手すると敵玉を安全地帯に逃がすだけで逆効果となり、敗着となることすらある。「王手は追う手」「王手するより縛りと必至」「玉は包むように寄せよ」という格言があるように、縛りをかけながら必至を狙う方が勝ちにつながることが多い。

### 特殊な王手

#### 空き王手・開き王手（あきおうて）
| 9 | 8 | 7 | 6 | 5 | 4 | 3 | 2 | 1  |    |
|   |   |   |   |   |   |   |   |    | 一 |
|   |   |   |   |   |   |   |   |    | 二 |
|   |   |   |   |   |   |   |   |    | 三 |
|   |   |   |   |   |   |   |   | 王 | 四 |
|   |   |   |   |   |   |   |   |    | 五 |
|   |   |   |   |   |   |   |   | 桂 | 六 |
|   |   |   |   |   |   |   |   |    | 七 |
|   |   |   |   |   |   |   |   |    | 八 |
|   |   |   |   |   |   |   |   | 香 | 九 |

| 9 | 8 | 7 | 6 | 5 | 4 | 3 | 2  | 1  |    |
|   |   |   |   |   |   |   |    |    | 一 |
|   |   |   |   |   |   |   |    |    | 二 |
|   |   |   |   |   |   |   |    |    | 三 |
|   |   |   |   |   |   |   | 桂 | 王 | 四 |
|   |   |   |   |   |   |   |    |    | 五 |
|   |   |   |   |   |   |   |    |    | 六 |
|   |   |   |   |   |   |   |    |    | 七 |
|   |   |   |   |   |   |   |    |    | 八 |
|   |   |   |   |   |   |   |    | 香 | 九 |

走り駒（飛車、角行、香車、龍王、龍馬）の利きにある自分の駒を動かしてかける王手である。図2から▲2四桂とした図3では、香車によって王手がかかっている。

#### 両王手（りょうおうて）
| 9 | 8  | 7 | 6 | 5  | 4 | 3 | 2 | 1 |    |
|   |    |   |   | 王 |   |   |   |   | 一 |
|   |    |   |   |    |   |   |   |   | 二 |
|   |    |   |   |    |   |   |   |   | 三 |
|   |    |   |   |    |   |   |   |   | 四 |
|   |    |   |   |    |   |   |   |   | 五 |
|   |    |   |   |    |   |   |   |   | 六 |
|   |    |   |   | 角 |   |   |   |   | 七 |
|   |    |   |   |    |   |   |   |   | 八 |
|   | 飛 |   |   | 香 |   |   |   |   | 九 |

| 9 | 8  | 7 | 6 | 5  | 4 | 3 | 2 | 1 |    |
|   |    |   |   | 王 |   |   |   |   | 一 |
|   |    |   |   |    |   |   |   |   | 二 |
|   |    |   |   |    |   |   |   |   | 三 |
|   | 角 |   |   |    |   |   |   |   | 四 |
|   |    |   |   |    |   |   |   |   | 五 |
|   |    |   |   |    |   |   |   |   | 六 |
|   |    |   |   |    |   |   |   |   | 七 |
|   |    |   |   |    |   |   |   |   | 八 |
|   | 飛 |   |   | 香 |   |   |   |   | 九 |

| 9  | 8  | 7  | 6  | 5  | 4  | 3  | 2  | 1  |    |
| 香 | 桂 |    | 金 | 王 | 金 | 銀 | 桂 | 香 | 一 |
|    | 飛 |    | 銀 |    |    |    | 角 |    | 二 |
| 歩 |    | 歩 | 歩 |    | 歩 | 歩 | 歩 | 歩 | 三 |
|    | 歩 |    |    |    |    |    |    |    | 四 |
|    |    |    |    | 角 |    |    |    |    | 五 |
|    |    | 歩 |    |    |    |    |    |    | 六 |
| 歩 | 歩 |    | 歩 |    | 歩 | 歩 | 歩 | 歩 | 七 |
|    |    |    |    | 飛 |    |    |    |    | 八 |
| 香 | 桂 | 銀 | 金 | 玉 | 金 | 銀 | 桂 | 香 | 九 |

空き王手の一種。2枚の駒で同時にかける王手である。上記の図4から図5では角と香車の双方が王手をかけている。両王手をかけられると合駒はできず、王将を動かすしか手はない。王手している駒を取る対処法も王将自身で取る以外にできない（図では飛車で角や香車を取れず、後手としては王将を逃がす一手である）。したがって、両王手をかけられて王将を動かすことができなければ詰みとなる。その一例として図5-aは中飛車の序盤。後手はここで玉を△4二玉とするなどガードをせずに△8五歩や△3四歩などと指すと、▲3三角成で詰む。

#### 逆王手（ぎゃくおうて）
| 9  | 8  | 7 | 6 | 5 | 4 | 3 | 2 | 1 |    |
| 王 |    |   |   |   |   |   |   |   | 一 |
|    |    |   |   |   |   |   |   |   | 二 |
|    |    |   |   |   |   |   |   |   | 三 |
| 香 | 玉 |   |   |   |   |   |   |   | 四 |
|    |    |   |   |   |   |   |   |   | 五 |
|    |    |   |   |   |   |   |   |   | 六 |
|    |    |   |   |   |   |   |   |   | 七 |
|    |    |   |   |   |   |   |   |   | 八 |
|    |    |   |   |   |   |   |   |   | 九 |

| 9  | 8  | 7 | 6 | 5 | 4 | 3 | 2 | 1 |    |
| 王 |    |   |   |   |   |   |   |   | 一 |
| 桂 |    |   |   |   |   |   |   |   | 二 |
|    |    |   |   |   |   |   |   |   | 三 |
| 香 | 玉 |   |   |   |   |   |   |   | 四 |
|    |    |   |   |   |   |   |   |   | 五 |
|    |    |   |   |   |   |   |   |   | 六 |
|    |    |   |   |   |   |   |   |   | 七 |
|    |    |   |   |   |   |   |   |   | 八 |
|    |    |   |   |   |   |   |   |   | 九 |

王手を解消すると同時に、相手に王手をかけ返す手である。図6で後手の王将に王手がかかったが、図7では合駒の桂馬によって逆に先手の王将に王手がかかっている。図7の例のように合駒が王手になる場合以外にも、王手をかけている相手の駒を取ることで逆王手をかけたり、玉将を逃げる手が開き王手の逆王手になる場合もある。実戦で出現する他、双玉詰将棋における技法として用いられることも多い。詳しくは双玉詰将棋#逆王手も参照のこと。

#### 王手○取り（おうて○とり）
両取り（2つ以上の駒を同時に狙う手）の一種で、王手をかけつつ別の敵駒の位置するマスに自駒(歩兵と香車以外)を利かせる手である。○の部分には、王将との両取りになっている駒の略称が入る。まず王手に対して応じなければならないので、他に狙われている駒はそのまま取られることが多い。「王手飛車取り」「王手角取り」のように、価値の高い駒を狙って使われることが多い。「王手飛車取り」は、特に「王手飛車」（おうてびしゃ）と略される。

## チェスの王手（チェック）

### チェックの基本
チェスでは将棋の王手にあたる手をチェックと呼ぶ。自分の駒の利き筋を、相手のキングに利かせる手を指す。記譜上の表記は、「check」あるいは「+」（プラス）で表す。
チェックをされた側は、直後の手番で必ずチェックを解かせるように対処しなければならない。ただし、キャスリングで相手のチェックに対処することはできない。

### チェックの解消方法
チェックの対処法（チェックの解消方法）には、次の3種類がある。
1. 自分のキングを安全なマスへ移動する
右図で白のキングを、a1・a2・c1・c2のいずれかに避難させる。
2. 防御する（味方の駒でキングを守る）
d1のナイトをb2に移動させて防御する。将棋の合駒（移動合い）に相当する手である。
3. 現在チェックしている駒を取る
d6のビショップで、黒のルークを取る。

チェックをされていて、なおかつ上記1、2、3いずれの対処も不可能な場合は チェックメイト（メイト）となる。チェックメイトとなれば対局は終了となり、メイトさせた方の勝ち・メイトされた方の負けとなる。（→ 詳細は詰み・チェックメイトを参照。）

### チェックのルールとマナー
- チェックをされているにも拘らずチェックを放置する手を指した場合、その手は無効となり指し直しとなる。（この場合、例外的にタッチアンドムーブ[注 5]の原則は適用されない。）たとえチェックをされた側のミスによるものであったとしても、チェックした側は相手のキングを取ることはできない。
- 自分からチェックを受けるような手を指した場合も、その手は無効となり、あらためて別の手を指し直すことができる。

### 特殊なチェック

#### ディスカバード・チェック (discovered check)
味方の駒を動かし、その後ろの駒で相手のキングをチェックする手である。チェス図では、白が次にRe2+またはRd4+とすれば、f3にあるビショップでチェックがかかるため、黒がこのチェックを防いでいるうちに白は黒のクイーンを取ることができる。将棋の空き王手に相当する。
ディスカバードアタックも参照。

#### ダブル・チェック (double check)
ディスカバード・チェックの一種である。背後の駒だけでなく、動かした駒自体でもチェックする手を指す。チェス図3は、白のルークとビショップによるダブル・チェックである。
ダブル・チェックの記号は「++」である。
ダブル・チェックの場合は攻撃が双方向のため、味方の駒で防御することができない。そのためチェックを受けた側は、キングが逃げる以外に対処方法はない。チェックしている駒を取る対処法も、キング自身で取る以外にできない。したがって、ダブル・チェックをされていてキングを動かすことができなければチェックメイトとなる。将棋の両王手に相当する。

#### クロス・チェック (cross-check)
将棋の「逆王手」に相当する手である。相手のチェックを防ぐと同時に、相手のキングへチェックをかける手を指す。終盤戦でクイーンを使いクロス・チェックをかけるケースが多い。

## その他の王手があるチャトランガ系ゲーム
- 中将棋などの各種将棋類
- 中国の将棋（象棋）「シャンチー」（王将・キングに相当する駒は「帥・将」）
- 韓国・北朝鮮の将棋「チャンギ」（王将・キングに相当する駒は「楚・漢」）
- タイ（東南アジア）の将棋「マークルック」（王将・キングに相当する駒は「クン」）

これらのゲームでも、王手の解消方法や、空き王手（ディスカバード・チェック）・両王手（ダブル・チェック）・逆王手（クロス・チェック）に相当する特殊な王手などについては将棋・チェスとほぼ同様である。
ただ、シャンチーやチャンギにおいては、王手に関して次のような特殊な性質を持つ駒がある。以下、「シャンチーの駒/チャンギの駒」の形式で駒を示すものとする。
- 炮・砲/包は帥・将/楚・漢との間に駒を1枚だけ挟まないと王手にならない。
- 馬/象は進路の途中に駒があるとその方向には進めないので、進路の先に帥・将/楚・漢があってもその途中に駒があれば王手にならない。
- 駒の性質上、仕・士・相・象/士で直接王手することは不可能である。これらの駒を帥・将/楚・漢との間に挟んで炮・砲/包で王手することは可能である。

これらの特殊な駒の性質のため、シャンチーやチャンギでは、次のような特有の王手やその解消方法がある。
- 炮・砲/包による「空き王手」は、帥・将/楚・漢との間に駒が2枚（そのうち少なくとも一方は王手する側の駒）あり、そのうち一方を動かすことによって成立する。
- 炮・砲/包と帥・将/楚・漢の間に駒が1つもない状態でその間に駒を挟めば、炮・砲/包による「挟み王手」が成立する。
- 炮・砲/包による王手は、帥・将/楚・漢を逃がす以外に、間の駒をどかすか、間にもう1枚駒を挟むこと（合駒（移動合い）相当）によっても解消することができる。
- 馬/傌・象の進路の先に帥・将/楚・漢がある場合、進路の途中に1枚だけある駒をどかすと「空き王手」になるし、馬/傌・象による王手は、帥・将/楚・漢を逃がす以外に、進路の途中に駒を挟むこと（合駒（移動合い）相当）によっても解消することができる。
- 以上の特殊な駒の性質から、シャンチーやチャンギでは炮・砲/包と俥・車/車による同一方向からの「両王手」や、チャンギでは馬と象による「空き両王手」がありうるし、「両王手」の応用形として「三重王手」や「四重王手」（チャンギでは更に「五重王手」「六重王手」）もありうる。「両王手」も含めてこのように複数の駒で同時に王手がかかっている場合は、基本的には帥・将/楚・漢を動かすしか手はないが、同一方向からの複数の駒による王手の場合は、他の方向からも同時に王手がかかっていない限り、味方の駒で防御できる。

シャンチーにおける王手は「将」（ジャン）、チャンギにおける王手は「チャングン」（将軍）と呼ばれる。